# Паспорт громадянина Португалії
Па́спорт громадяни́на Португа́лії  — документ, що видається громадянам Португалії для здійснення поїздок за кордон. Паспорт разом із Національною карткою посвідчення особи дозволяє вільно володіти правами на пересування та проживання в будь-якій з держав Європейського Союзу та Європейської економічної зони.

## Вигляд
Новий електронний паспорт був розроблений Енріке Кейаттом. Його остаточна форма включала сукупність тематичних елементів, пов'язаних з португальськими поетами Луїс Ваз де Камюес та Фернандо Пессоа як з технічними, так і з естетичними елементами. Зображення були надані португальським художником Жуліо Помар.

## Візові вимоги для громадян Португалії
Станом на 2017 рік громадяни Португалії мають можливість відвідувати без візи в цілому 155 держав і територій. Згідно з Індексом обмежень візового режиму, паспорт став 4-м у світі.